# San Felices
San Felices és un municipi de la província de Sòria, a la comunitat autònoma de Castella i Lleó. Està situat al límit amb La Rioja, proper als municipis de Castilruiz i Aguilar del Río Alhama.